# Гамлет (список балетов)
Га́млет (англ. Hamlet) — название целого ряда балетов, созданных по мотивам одноимённой трагедии Уильяма Шекспира.
| Год  | Дата       | Балет                                                   | Композитор                                                                                       | Сценарист                           | Балетмейстер              | Оформление                                          | Исполнители главных партий | Дирижёр            | Театр |
| ---- | ---------- | ------------------------------------------------------- | ------------------------------------------------------------------------------------------------ | ----------------------------------- | ------------------------- | --------------------------------------------------- | --- | ------------------ | --- |
| 1788 |            | «Гамлет» трагико-пантомимический балет в 5 актах        | Франческо Клерико                                                                                | Франческо Клерико                   | Франческо Клерико         |                                                     | Гамлет — Франческо Клерико |                    | Театр Сан-Бенедетто, Венеция (1791 — Ливорно, 1793 — Милан и Флоренция, 1795 — Болонья, 1798 — Венская придворная опера) |
| 1816 | 18 апреля  | «Гамлет» балет в 1 акте                                 | Роберт фон Галленберг                                                                            |                                     | Луи Анри                  |                                                     | Гамлет — Луи Анри, Гертруда — мадам Керио, Клавдий — Дефрен, Офелия — мадам Даркур |                    | театр «Порт-Сен-Мартен», Париж (1822 — Вена)                                                                             |
| 1934 | 23 июня    | «Гамлет» балет в 1 акте                                 | симфоническая поэма Ференца Листа «Гамлет»                                                       |                                     | Бронислава Нижинская      | Юрий Анненков                                       | Гамлет — Бронислава Нижинская, Офелия — Рут Шанова, Лаэрт — Томас Армур, Клавдий — Игорь Швецов, Гертруда — Нина Никитина, Горацио — Иван Рыков                                             |                    | Балет Нижинской, Гранд-опера, Париж                                                                                      |
| 1942 | 19 мая     | «Гамлет» балет в 1 акте                                 | увертюра-фантазия П. И. Чайковского «Гамлет»                                                     | Роберт Хелпман                      | Роберт Хелпман            | Лесли Харри                                         | Гамлет — Роберт Хелпман, Офелия — Марго Фонтейн, Гертруда — Силия Франка, Клавдий — Дэвид Палтенги, Лаэрт — Энтони Бурк, могильщик — Стэнли Холден                                          | Констант Ламберт   | Балет Сэдлерс-Уэллс, Лондон (1964 — возобновление, Гамлет — Рудольф Нуреев)                                              |
| 1950 | 19 ноября  | «Гамлет» балет в 3 картинах с прологом                  | Борис Блахер                                                                                     | Татьяна Гзовская                    | Татьяна и Виктор Гзовские | Хельмут Юргенс                                      | Гамлет — Франц Баур, Офелия — Ирина Скорик, Лаэрт — Хейно Хальхубер | Роберт Хегер       | Городская опера, Мюнхен (1951 — Буэнос-Айрес, 1953 — Западный Берлин, 1954 — Штутгарт)                                   |
| 1952 |            | «Гамлет» балет в 3 картинах с прологом                  | Борис Блахер                                                                                     |                                     | Xельга Сведлунд           |                                                     | |                    | Гамбургский балет |
| 1957 |            | «Гамлет, или Благородный безумец» балет в 1 действии    | Марсель Деланнуа                                                                                 |                                     | Серж Лифарь               |                                                     | Гамлет — Нина Вырубова, Офелия — Клер Сомбер, Король и Призрак — Жерар Он |                    | Театр «Казино», Анген-ле-Бен                                                                                             |
| 1962 | 28 апреля  | «Гамлет» балет в 3 картинах с прологом                  | Борис Блахер                                                                                     |                                     | Ивонна Георги             |                                                     | | Гюнтер Вих         | Ганноверский балет |
| 1964 | 18 июля    | «Гамлет» одноактный балет                               | Уильям Уолтон                                                                                    |                                     | Пьер Лакотт               |                                                     | Гамлет — Петер Юби, Офелия — Гилен Тесмар, Клавдий — Хайнц Полль, Гертруда — Шанталь Граф                                                                                                   |                    | Балетная труппа «Музыкальной молодёжи Франции», открытая сцена замка Сомюр                                               |
| 1969 |            | «Гамлет» фильм-балет                                    | «Гамлет», музыка Дмитрия Шостаковича к драматическому спектаклю и к кинофильму                   | Hаталья Камкова                     | Виктор Камков             |                                                     | Гамлет — Марис Лиепа, Офелия — Ирина Холина, Гертруда — Маргарита Алфимова |                    | ТО «Экран» (Ленинградская студия телевидения) режиссёр Сергей Евлахишвили                                                |
| 1970 | 15 февраля | «Размышления» балет в 1 акте                            | увертюра-фантазия П. И. Чайковского «Гамлет»                                                     | Никита Долгушин                     | Никита Долгушин           | И. А. Мурин                                         | Гамлет — Никита Долгушин, Офелия — Лариса Климова | Юрий Богданов      | Малый театр оперы и балета, Ленинград                                                                                    |
| 1970 | 12 декабря | «Гамлет» балет в 3 актах 11 картинах                    | Николай Червинский                                                                               | Николай Волков и Ара Хандамирова    | Константин Сергеев        | Софья Юнович                                        | Гамлет — Никита Долгушин, Офелия — Алла Сизова, Клавдий — Анатолий Сапогов, Полоний — A. A. Миронов, Лаэрт — Борис Бланков                                                                  | Виктор Федотов     | Театр им. Кирова, Ленинград                                                                                              |
| 1971 | 11 мая     | «Гамлет» балет в 3 актах 12 картинах                    | Реваз Габичвадзе                                                                                 | Вахтанг Чабукиани и Ара Хандамирова | Вахтанг Чабукиани         | Теймураз Мурванидзе                                 | Гамлет — В. Г. Абуладзе, Офелия — Н. Ш. Аробелидзе, Гертруда — М. К. Махарадзе, Клавдий — Б. Г. Монавардисашвили, Король — P. A. Арутюнов, Полоний — Г. А. Дзасохов, Лаэрт — Г. М. Абесадзе | Вахтанг Палиашвили | Тбилисский театр оперы и балета                                                                                          |
| 1971 |            | «Гамлет»                                                | «Гамлет» Дмитрия Шостаковича                                                                     |                                     | Марк Мнацаканян           | Борис Мессерер                                      | Гамлет — Юрий Сидоров, Офелия — Светлана Губина, Гертруда — Людмила Нивина, Клавдий — Борис Кириенко                                                                                        |                    | Петрозаводский музыкальный театр (1972 — Ереванский театр оперы и балета, Гамлет — Рудольф Харатян)                      |
| 1972 | 22 декабря | «Гамлет» балет в 2 актах                                | Аида Исакова                                                                                     | Булат Аюханов                       | Булат Аюханов             | Эрнст Гейдебрехт                                    | Гамлет — Булат Аюханов, Офелия — Татьяна Анющенко, Гертруда — Сайрагуль Нурсултанова, Клавдий — Алексей Семьянов                                                                            |                    | «Молодой балет», Дворец культуры им. Ленина, Алма-Ата (2015 — Театр танца Республики Казахстан, Гамлет — Мади Касымов)   |
| 1975 |            | «Гамлет»                                                | «Гамлет» Дмитрия Шостаковича                                                                     |                                     | Лоренцо Монреаль          |                                                     | Гамлет — Войтек Ловски, Гертруда — Элейн Бауэр, Офелия — Дейдре Майлз, Клавдий — Лоренцо Монреаль                                                                                           |                    | Бостонский балет |
| 1976 | 7 января   | «Гамлет. Подтекст» (Hamlet Connotations) балет в 1 акте | на музыку Аарона Копленда                                                                        | Джон Ноймайер                       | Джон Ноймайер             | Робин Вагнер (сценография), Тиони Олдридж (костюмы) | Гамлет — Михаил Барышников, Офелия — Гелси Киркланд, Клавдий — Эрик Брун, Гертруда — Марсия Хайде, тень отца Гамлета — Уильям Картер                                                        |                    | Американский театр балета, Нью-Йорк                                                                                      |
| 1978 |            | «Фрески Эльсинора»                                      | на музыку Дмитрия Шостаковича (на основе сюиты «Гамлет», с добавлением увертюры к «Королю Лиру») |                                     | Aлександр Полубенцев      |                                                     | Дочь Сановника — Регина Кузьмичёва | Александр Сотников | Пермский театр оперы и балета                                                                                            |
| 1988 |            | «Гамлет» (эпизод фильма-балета «Шекспириана»            | увертюра-фантазия П. И. Чайковского «Гамлет»                                                     |                                     | Наталья Рыженко           |                                                     | Гамлет — Властимил Гарапес, Офелия — Светлана Смирнова, Клавдий — Никита Долгушин, Гертруда — Габриэла Комлева                                                                              | Евгений Светланов  | Лентелефильм, режиссёр Феликс Слидовкер                                                                                  |
| 2007 | 13 февраля | Misericordes балет в 1 акте                             | на музыку Арво Пярта                                                                             | Кристофер Уилдон                    | Кристофер Уилдон          | Адрианна Лобель (костюмы — Пол Тейзвелл)            | Дмитрий Гуданов, Светлана Лунькина, Руслан Скворцов, Мария Александрова, Юрий Клевцов, Анастасия Яценко, Вячеслав Лопатин, Анна Ребецкая, Ян Годовский                                      | Игорь Дронов       | Большой театр |
| 2015 | 11 марта   | «Гамлет» балет в 1 акте                                 | на музыку Дмитрия Шостаковича (Симфония № 5 и симфония № 15)                                     | режиссёр Деклан Доннеллан           | Раду Поклитару            | Ник Ормерод                                         | Гамлет — Денис Савин, Офелия — Анастасия Сташкевич, Клавдий — Юрий Клевцов, Полоний — Александр Петухов, Лаэрт — Игорь Цвирко, король-отец — Виктор Барыкин                                 | Игорь Дронов       | Большой театр, Москва |
| 2021 | 13 июня    | «Гамлет 21»                                             |                                                                                                  | Джон Ноймайер                       | Джон Ноймайер             |                                                     | |                    | Гамбургский балет |